# Bluejacket
Bluejacket és un poble dels Estats Units a l'estat d'Oklahoma. Segons el cens del 2000 tenia 274 habitants.

## Demografia
Segons el cens del 2000, Bluejacket tenia 274 habitants, 99 habitatges, i 69 famílies. La densitat de població era de 264,5 habitants per km².
Dels 99 habitatges en un 40,4% hi vivien nens de menys de 18 anys, en un 49,5% hi vivien parelles casades, en un 13,1% dones solteres, i en un 30,3% no eren unitats familiars. En el 28,3% dels habitatges hi vivien persones soles el 18,2% de les quals corresponia a persones de 65 anys o més que vivien soles. El nombre mitjà de persones vivint en cada habitatge era de 2,72 i el nombre mitjà de persones que vivien en cada família era de 3,33.
Per edats la població es repartia de la següent manera: un 31,8% tenia menys de 18 anys, un 9,1% entre 18 i 24, un 24,5% entre 25 i 44, un 21,5% de 45 a 60 i un 13,1% 65 anys o més.
L'edat mediana era de 34 anys. Per cada 100 dones de 18 o més anys hi havia 81,6 homes.
La renda mediana per habitatge era de 26.458 $ i la renda mediana per família de 33.250 $. Els homes tenien una renda mediana de 26.000 $ mentre que les dones 23.750 $. La renda per capita de la població era d'11.755 $. Entorn de l'11,3% de les famílies i el 14,3% de la població estaven per davall del llindar de pobresa.

## Poblacions més properes
El següent diagrama mostra les poblacions més properes.